# Esmail Halali
Esmail Halali (en persa: اسماعيل حلالى‎, Tabriz, Irán; 13 de agosto de 1973) es un exfutbolista y entrenador de fútbol de Irán que jugaba en la posición de centrocampista.

## Carrera

### Club
| Periodo   | Club                      |
| --------- | ------------------------- |
| 1991–1992 | Machine Sazi FC           |
| 1992–1995 | Tractor Sazi FC           |
| 1995–2002 | Persepolis FC             |
| 2002–2003 | Sanat Naft FC             |
| 2003–2004 | Paykan FC                 |
| 2004–2006 | Esteghlal Ahvaz           |
| 2006–2007 | FC Shahrdari Bandar Abbas |
| 2007–2008 | Shahin Bushehr FC         |

### Selección nacional
Jugó para Irán en 11 ocasiones de 1997 a 2000 sin anotar goles, y participó en la Copa Asiática 2000.

### Entrenador
| Periodo   | Club            |
| --------- | --------------- |
| 2010–2013 | Persepolis B    |
| 2013–2019 | Mes Soongoun FC |
| 2019-2021 | Persepolis B    |
| 2021-2022 | Saipa FC        |

## Logros

### Jugador
- Iranian league (5): 1995–96, 1996–97, 1998–99, 1999–2000, 2001–02
- Copa Hazfi (1): 1998–99

### Entrenador
- Liga Provincial de Teherán (1): 2011–12
- Copa Hazfi de Teherán (1): 2011–12